# Bardisk
 For alternative betydninger, se Bar. (Se også artikler, som begynder med Bar)
En bardisk er en høj disk hvorfra der serveres varer. Typisk findes bardiske på barer.
Ordet kommer af det engelske a bar, der betyder en stang (til fødderne) eller en plade. Ordet bruges i engelsk daglig tale om en plade chokolade, a chocolate bar og koben, a crowbar. På dansk har vi guldbarre. 
Ofte har bardisken høje barstole, så gæsterne kan have noget at hvile sig på, mens de bestiller eller nyder det, de har bestilt. Bardiske har ofte et gelænder til fødderne og taskekroge lige under diskkanten. I gamle westernfilm er spyttebakken et fast inventar ved bardiskene.
| Møbler og inventar | Spire Denne artikel om møbler og inventar er en spire som bør udbygges. Du er velkommen til at hjælpe Wikipedia ved at udvide den. |